# Hellbilly Deluxe 2
Albums de Rob Zombie
Educated Horses
(2006) Venomous Rat Regeneration Vendor
(2013)
Singles
- What?

Hellbilly Deluxe 2: Noble Jackals, Penny Dreadfuls and the Systematic Dehumanization of Cool est le quatrième album studio de Rob Zombie. Il est sorti le 2 février 2010. Au départ l'album devait s'appeler 'Dark Revelation' mais Rob Zombie pensait que cela ferait trop black metal pour du Rob Zombie.
Rob Zombie a déclaré avoir fini d'enregistrer l'album à la fin 2008 mais qu'il a dû repousser la sortie de celui-ci à 2010 à cause du changement de label de Zombie qui passe chez Roadrunner Records.
Le groupe, toujours composé de Tommy Clufetos, John 5 et Piggy D, partira en tournée à la fin de l'année avec le groupe Nekromantix[réf. nécessaire].

## Liste des morceaux
1. "Jesus Frankenstein" - 5:23
2. "Sick Bubble-Gum" - 3:44
3. "What?" - 2:47
4. "Mars Needs Women" - 4:58
5. "Werewolf, Baby" - 3:59
6. "Virgin Witch" - 3:38
7. "Death and Destiny Inside the Dream Factory" - 2:18
8. "Burn" - 3:04
9. "Cease to Exist" - 3:39
10. "Werewolf Women of the SS" - 3:01
11. "The Man Who Laughs" - 9:44

iTunes bonus remixes
1. "What? (The Naughty Cheerleader Mix)"
2. "Jesus Frankenstein (Halfway To Hell and Loving It Mix)"
3. "Sick Bubblegum (Men Or Monsters... Or Both? Mix)"
4. "Werewolf, Baby! (Las Noches del Hombre Lobo Remix)" [Pre-Order Only][2]

Réédition (28 septembre 2010)
1. "Devil's Hole Girls and the Big Revolution" *
2. "Jesus Frankenstein"
3. "Sick Bubblegum"
4. "What?"
5. "Theme for an Angry Red Planet" *
6. "Mars Needs Women"
7. "Werewolf, Baby"
8. "Everything Is Boring" *
9. "Virgin Witch"
10. "Death And Destiny Inside the Dream Factory"
11. "Burn" *
12. "Cease to Exist"
13. "Werewolf Women of the SS"
14. "Michael" *
15. "The Man Who Laughs"

- Légendes : nouvelles chansons

DVD 
1. "Mars Needs Women"
2. "Schools Out with Alice Cooper"
3. "Transylvanian Transmissions"

## Personnel
- Rob Zombie : chant
- John 5 : guitare
- Piggy D : basse
- Tommy Clufetos : batterie

Réédition :
- Rob Zombie : chant
- John 5 : guitare
- Piggy D : basse
- Joey Jordison : batterie